# إسلام أباد (دورة)
إسلام أباد (بالفارسية: اسلام‌آباد) هي قرية تقع في قسم تشكن الريفي (مقاطعة دورة) في إيران. يقدر عدد سكانها بـ 197 نسمة .